# Occidryas georgei
Occidryas georgei är en fjärilsart som beskrevs av Gunder 1928. Occidryas georgei ingår i släktet Occidryas och familjen praktfjärilar. Inga underarter finns listade i Catalogue of Life.